# Site de l'ancre du Mont-Blanc
Le site de l'ancre du Mont-Blanc (en anglais : Mont Blanc Anchor Site) est un monument composé d'un morceau de l'ancre du Mont-Blanc retrouvé à 3,75 km du site de l'explosion d'Halifax qui a eu lieu le 6 décembre 1917. Il est localisé dans un petit parc d'un quartier résidentiel à l'ouest de la baie Northwest Arm (en) à Halifax. Le monument a été inscrit comme bien patrimonial par la ville d'Halifax en 1984.

## Description
Le site de l'ancre du Mont-Blanc est constitué d'un morceau de 520 kg de l'ancre du Mont-Blanc placé sur un socle dans un petit parc à l'angle de Spinnaker Drive et de Anchor Drive. Le monument est situé dans l'ancien domaine Edmonds Grounds et a été déplacé plusieurs fois depuis sa découverte.
Le domaine Edmonds Grounds est localisé à l'ouest de la baie Northwest Arm (en). Après l'explosion, le domaine a été réquisitionné par les autorités pour y loger les sinistrés sans abri à la suite de la catastrophe. Plusieurs des victimes y ont passé l'hiver, logées dans des tentes. Dans les années 1980, le domaine a été loti en secteur résidentiel. Un parc y a été aménagé avec le monument. Quant à l'ancre, elle a été inscrite comme bien patrimonial par la ville d'Halifax le 23 février 1984.